# Élections régionales de 2010 en Limousin
Pour un article plus général, voir Élections régionales françaises de 2010.

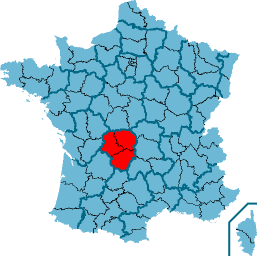
La région Limousin

Les élections régionales ont lieu les 14 et 21 mars 2010 dans toute la France, y compris en Limousin. Jean-Paul Denanot, président socialiste sortant, en poste depuis 2004, est réélu à l'issue du scrutin, au terme d'un second tour qui voit s'affronter trois listes : PS et alliés, UMP et alliés, Front de gauche et alliés.

## Mode d'élection
Le mode de scrutin est fixé par le code électoral. Il précise que les conseillers régionaux sont élus tous les six ans.
Les conseillers régionaux sont élus dans chaque région au scrutin de liste à deux tours sans adjonction ni suppression de noms et sans modification de l'ordre de présentation. Chaque liste est constituée d'autant de sections qu'il y a de départements dans la région.
Si une liste a recueilli la majorité absolue des suffrages exprimés au premier tour, le quart des sièges lui est attribué. Le reste est réparti à la proportionnelle suivant la règle de la plus forte moyenne. Une liste ayant obtenu moins de 5 % des suffrages exprimés ne peut se voir attribuer un siège.
Sinon on procède à un second tour où peuvent se présenter les listes ayant obtenu 10 % des suffrages exprimés. La composition de ces listes peut être modifiée pour comprendre les candidats ayant figuré au premier tour sur d’autres listes, sous réserve que celles-ci aient obtenu au premier tour au moins 5 % des suffrages exprimés et ne se présentent pas au second tour. À l’issue du second tour, les sièges sont répartis de la même façon.
Les sièges étant attribués à chaque liste, on effectue ensuite la répartition entre les sections départementales, au prorata des voix obtenues par la liste dans chaque département.

## Contexte régional
« Région la plus à gauche de France » selon les mots de François Hollande lui-même, le Limousin est en effet un bastion historique communiste et désormais socialiste, marqué par son passé historique, ouvrier et syndicaliste (grèves ouvrières de Limoges en 1905, création de la CGT en 1895, résistance du maquis du Limousin dirigée par le communiste Georges Guingouin). Ainsi, le PS dirige en général à la tête d'une alliance avec les communistes du PCF et l'ADS en Haute-Vienne, les trois conseils généraux, les trois préfectures de département, détient 7 des 9 circonscriptions électorales et les six sièges de sénateurs. Au conseil régional, détenu depuis sa création par la gauche, la majorité de gauche possède 31 des 43 sièges de conseillers.

## Candidats

### Tous les candidats
- LO : Élisabeth Faucon, enseignante en lycée professionnel à Limoges (Haute-Vienne).
- FG-NPA-DVG : Christian Audouin (PCF), conseiller régional sortant et ancienne conseiller général de Corrèze (canton de Bugeat, 1979-2004).
- PS-ADS-PRG-MRC : Jean-Paul Denanot, président sortant du conseil régional.
- EÉ : Ghislaine Jeannot-Pagès, conseillère régionale sortante.
- AEI : Jean-Louis Ranc (MEI), ancien conseiller municipal de Limoges (Haute-Vienne, de 1989 à 1995).
- MoDem : Jean-Jacques Bélézy, conseiller régional sortant, conseiller municipal d'opposition de Limoges (Haute-Vienne).
- Majorité présidentielle : Raymond Archer (UMP), conseiller régional sortant et conseiller général de Haute-Vienne (canton de Limoges-Émailleurs).
- FN : Nicole Daccord-Gauthier, secrétaire départementale adjointe du FN en Haute-Vienne.

### Candidats susceptibles de se maintenir au second tour ou de fusionner

Christian Audouin
Jean-Paul Denanot
Ghislaine Jeannot-Pagès
Jean-Jacques Bélézy
Raymond Archer

### Têtes de liste départementale
| Listes | Listes                  | Corrèze                          | Creuse                             | Haute-Vienne                    |
| ------ | ----------------------- | -------------------------------- | ---------------------------------- | ------------------------------- |
|        | Lutte ouvrière          | Marie-Thérèse Coinaud            | Élisabeth Faucon                   | Claudine Roussie                |
|        | FG-NPA-DVG              | Véronique Momenteau (NPA)        | Laurence Pache (PG)                | Joël Ratier (PCF)               |
|        | PS-ADS-PRG-MRC          | Patricia Bordas (PS)             | Armelle Martin (PS)                | Jean-Paul Denanot (PS)          |
|        | EÉ                      | Marc Horvat (Verts)              | Jean-Bernard Damiens (Verts)       | Ghislaine Jeannot-Pagès (Verts) |
|        | AEI                     | Alain Cruzel (Divers écologiste) | Claude Antoine (Divers écologiste) | Jean-Louis Ranc (MEI)           |
|        | MoDem                   | Jean-Claude Deschamps            | Nathalie Pagani                    | Jean-Jacques Bélézy             |
|        | Majorité présidentielle | Francis Comby (UMP)              | Jean Auclair (UMP)                 | Raymond Archer (UMP)            |
|        | FN                      | Françoise Moreau                 | Claude Picand                      | Nicole Daccord-Gauthier         |

## Résultats

### Régionaux

#### Limousin
| Tête de liste  | Tête de liste           | Liste                              | Premier tour | Premier tour | Second tour | Second tour | Sièges | Sièges |
| Tête de liste  | Tête de liste           | Liste                              | #            | %            | #           | %           | #      | %      |
| -------------- | ----------------------- | ---------------------------------- | ------------ | ------------ | ----------- | ----------- | ------ | ------ |
|                | Jean-Paul Denanot*      | PS et alliés                       | 106 203      | 38,05        | 140 819     | 47,95       | 27     | 62,79  |
|                | Ghislaine Jeannot-Pagès | EÉ                                 | 27 178       | 9,74         | 140 819     | 47,95       | 27     | 62,79  |
|                | Raymond Archer          | Majorité présidentielle            | 67 427       | 24,16        | 96 785      | 32,95       | 10     | 23,26  |
|                | Christian Audouin       | FG - NPA - Alternatifs - FASE - OC | 36 634       | 13,13        | 56 089      | 19,10       | 6      | 13,95  |
|                | Nicole Daccord-Gauthier | FN                                 | 21 648       | 7,76         |             |             |        |        |
|                | Jean-Jacques Bélézy     | MoDem                              | 9 950        | 3,57         |             |             |        |        |
|                | Jean-Louis Ranc         | AEI                                | 5 681        | 2,04         |             |             |        |        |
|                | Elizabeth Faucon        | LO                                 | 4 366        | 1,56         |             |             |        |        |
|                |                         |                                    |              |              |             |             |        |        |
| Inscrits       | Inscrits                | Inscrits                           | 548 016      | 100,00       | 547 812     | 100,00      |        |        |
| Abstention     | Abstention              | Abstention                         | 253 238      | 46,21        | 234 261     | 42,76       |        |        |
| Votants        | Votants                 | Votants                            | 294 778      | 53,79        | 313 551     | 57,24       |        |        |
| Blancs et nuls | Blancs et nuls          | Blancs et nuls                     | 15 691       | 5,32         | 19 858      | 6,33        |        |        |
| Exprimés       | Exprimés                | Exprimés                           | 279 087      | 94,68        | 293 693     | 93,67       |        |        |

### Départementaux

#### Corrèze
| Tête de liste  | Tête de liste         | Liste                              | Premier tour | Premier tour | Second tour | Second tour | Sièges | Sièges |
| Tête de liste  | Tête de liste         | Liste                              | #            | %            | #           | %           | #      | %      |
| -------------- | --------------------- | ---------------------------------- | ------------ | ------------ | ----------- | ----------- | ------ | ------ |
|                | Patricia Bordas*      | PS et alliés                       | 34 830       | 36,37        | 48 276      | 47,32       | 9      | 60,00  |
|                | Marc Horvas           | EÉ                                 | 8 297        | 8,66         | 48 276      | 47,32       | 9      | 60,00  |
|                | Francis Comby         | Majorité présidentielle            | 25 870       | 27,02        | 36 049      | 35,33       | 4      | 26,67  |
|                | Véronique Momenteau   | FG - NPA - Alternatifs - FASE - OC | 13 535       | 14,13        | 17 704      | 17,35       | 2      | 13,33  |
|                | Françoise Moreau      | FN                                 | 6 914        | 7,22         |             |             |        |        |
|                | Jean-Claude Deschamps | MoDem                              | 3 175        | 3,32         |             |             |        |        |
|                | Alain Cruzel          | AEI                                | 1 882        | 1,97         |             |             |        |        |
|                | Marie-Thérèse Coinaud | LO                                 | 1 258        | 1,31         |             |             |        |        |
|                |                       |                                    |              |              |             |             |        |        |
| Inscrits       | Inscrits              | Inscrits                           | 186 605      | 100,00       | 186 435     | 100,00      |        |        |
| Abstention     | Abstention            | Abstention                         | 85 106       | 45,61        | 77 360      | 41,49       |        |        |
| Votants        | Votants               | Votants                            | 101 499      | 54,39        | 109 075     | 58,51       |        |        |
| Blancs et nuls | Blancs et nuls        | Blancs et nuls                     | 5 738        | 5,65         | 7 046       | 6,46        |        |        |
| Exprimés       | Exprimés              | Exprimés                           | 95 761       | 94,35        | 102 029     | 93,54       |        |        |

* liste du président sortant

#### Creuse
| Tête de liste  | Tête de liste        | Liste                              | Premier tour | Premier tour | Second tour | Second tour | Sièges | Sièges |
| Tête de liste  | Tête de liste        | Liste                              | #            | %            | #           | %           | #      | %      |
| -------------- | -------------------- | ---------------------------------- | ------------ | ------------ | ----------- | ----------- | ------ | ------ |
|                | Armelle Martin*      | PS et alliés                       | 17 325       | 36,19        | 23 901      | 45,73       | 4      | 57,14  |
|                | Jean-Bernard Damiens | EÉ                                 | 4 097        | 8,56         | 23 901      | 45,73       | 4      | 57,14  |
|                | Jean Auclair         | Majorité présidentielle            | 14 131       | 29,52        | 19 907      | 38,09       | 2      | 28,57  |
|                | Laurence Pache       | FG - NPA - Alternatifs - FASE - OC | 5 933        | 12,40        | 8 457       | 16,18       | 1      | 14,29  |
|                | Claude Picand        | FN                                 | 3 282        | 6,86         |             |             |        |        |
|                | Nathalie Pagani      | MoDem                              | 1 550        | 3,24         |             |             |        |        |
|                | Elizabeth Faucon     | LO                                 | 803          | 1,68         |             |             |        |        |
|                | Claude Antoine       | AEI                                | 745          | 1,56         |             |             |        |        |
|                |                      |                                    |              |              |             |             |        |        |
| Inscrits       | Inscrits             | Inscrits                           | 97 695       | 100,00       | 97 667      | 100,00      |        |        |
| Abstention     | Abstention           | Abstention                         | 47 112       | 48,22        | 42 267      | 43,28       |        |        |
| Votants        | Votants              | Votants                            | 50 583       | 51,78        | 55 400      | 56,72       |        |        |
| Blancs et nuls | Blancs et nuls       | Blancs et nuls                     | 2 717        | 5,37         | 3 135       | 5,66        |        |        |
| Exprimés       | Exprimés             | Exprimés                           | 47 866       | 94,63        | 52 265      | 94,34       |        |        |

* liste du président sortant

#### Haute-Vienne
| Tête de liste  | Tête de liste           | Liste                              | Premier tour | Premier tour | Second tour | Second tour | Sièges | Sièges |
| Tête de liste  | Tête de liste           | Liste                              | #            | %            | #           | %           | #      | %      |
| -------------- | ----------------------- | ---------------------------------- | ------------ | ------------ | ----------- | ----------- | ------ | ------ |
|                | Jean-Paul Denanot*      | PS et alliés                       | 54 048       | 39,90        | 68 649      | 49,24       | 14     | 66,67  |
|                | Ghilaine Jeannot-Pagès  | EÉ                                 | 14 784       | 10,91        | 68 649      | 49,24       | 14     | 66,67  |
|                | Raymond Archer          | Majorité présidentielle            | 27 426       | 20,25        | 40 832      | 29,29       | 4      | 19,05  |
|                | Joël Ratier             | FG - NPA - Alternatifs - FASE - OC | 17 166       | 12,67        | 29 931      | 21,47       | 3      | 14,28  |
|                | Nicole Daccord-Gauthier | FN                                 | 11 452       | 8,45         |             |             |        |        |
|                | Jean-Jacques Bélézy     | MoDem                              | 5 225        | 3,86         |             |             |        |        |
|                | Jean-Louis Ranc         | AEI                                | 3 054        | 2,25         |             |             |        |        |
|                | Claudine Roussie        | LO                                 | 2 305        | 1,70         |             |             |        |        |
|                |                         |                                    |              |              |             |             |        |        |
| Inscrits       | Inscrits                | Inscrits                           | 263 716      | 100,00       | 263 712     | 100,00      |        |        |
| Abstention     | Abstention              | Abstention                         | 121 020      | 45,89        | 114 674     | 43,48       |        |        |
| Votants        | Votants                 | Votants                            | 142 696      | 54,11        | 149 038     | 56,52       |        |        |
| Blancs et nuls | Blancs et nuls          | Blancs et nuls                     | 7 236        | 5,07         | 9 626       | 6,46        |        |        |
| Exprimés       | Exprimés                | Exprimés                           | 135 460      | 94,93        | 139 412     | 93,54       |        |        |

* liste du président sortant